# Chiamate un carro funebre
Chiamate un carro funebre (The Yellow Taxi) è un romanzo giallo del 1942 scritto da Jonathan Stagge (pseudonimo dei due giallisti già operanti come Patrick Quentin); è il quinto della serie con protagonisti il dottor Hugh Westlake e sua figlia Dawn.

## Trama
Stavolta il dottor Westlake sta espletando le sue normali funzioni di medico, quando nel suo ambulatorio si presenta una dei suoi nuovi vicini, la giovane Norma Hale: ha bisogno della prescrizione per un calmante. È infatti tormentata da giorni dalla vista di un taxi giallo guidato da un oscuro individuo, che sembra seguirla da giorni. Ed è anche terrorizzata: la sua amica Lizzy Brompton è morta poco tempo prima in un oscuro incidente, dopo aver visto proprio lo stesso taxi giallo. Il dottor Westlake accontenta la richiesta di calmante della giovane, ma la classifica inizialmente come paranoica. Si ricrederà quando vedrà il taxi giallo seguire Norma che esce dal suo studio. E ancor più quando Norma morirà in quello che sembra un tragico incidente, cadendo da un cavallo lanciato in corsa sfrenata per sfuggire a quello stesso taxi giallo...
Ma ovviamente l'incidente si rivelerà essere un omicidio, e non il primo né l'ultimo di un assassino ancora all'opera, e che sembra aver messo gli occhi anche sulla gemella di Norma, Karen...

## Personaggi principali
- Hugh Westlake, medico di Kenmore
- Dawn Westlake, sua figlia
- Ispettore Cobb, della polizia di Grovestown
- Norma e Karen Hale, sorelle gemelle
- Persis Shipton Rowley, madre di Norma e Karen
- David Rowley, secondo marito di Persis
- Grace Shipton Salter, sorella di Persis
- John Salter, marito di Grace
- Jimmy Salter, figlio di Grace e John
- Oliver Church, fidanzato di Norma
- Libby Brompton, amica di Norma e Karen
- Albert Williams, tassista di New York
- Francis Hale, padre di Norma e Karen
- Martha Brompton-Hale, seconda moglie di Francis e madre di Libby

## Edizioni italiane
- Chiamate un carro funebre, collana Il Giallo Mondadori n. 22, Arnoldo Mondadori Editore, maggio 1947.
- Chiamate un carro funebre, collana I classici del Giallo Mondadori n. 447, Arnoldo Mondadori Editore, marzo 1984, pp. 222
- Chiamate un carro funebre, traduzione di Franco Salvatorelli, collana I classici del Giallo Mondadori n. 1261, Arnoldo Mondadori Editore, dicembre 2010, pp. 253.